# David Hemmings
David Hemmings (Guilford, Surrey, Anglaterra, 18 de novembre del 1941 – Bucarest, Romania, 3 de desembre del 2003) va ser un actor i director cinematogràfic anglès. El seu paper més famós va ser el de fotògraf en la pel·lícula Blow-Up (1966), de Michelangelo Antonioni.

## Carrera
Nascut a Guildford, Anglaterra, va estudiar en l'Alleyn's School, i va començar la seva carrera cantant com a soprano infantil en diverses obres de Benjamin Britten, que va tenir una bona amistat amb ell en aquesta època. Fins i tot, va arribar a compondre el personatge de Miles en la seva òpera Una altra volta de rosca pensant en Hemmings. Sobre aquesta amistat, Hemmings va mantenir al llarg de la seva vida que la conducta de Britten va ser sempre irreprotxable.
Posteriorment, Hemmings va iniciar una carrera com a actor i director cinematogràfic. El seu debut com a actor en el cinema va arribar amb The Rainbow Jacket (1954), però va ser a mitjans de la dècada del 1960 quan va esdevenir conegut. Michelangelo Antonioni, que detestava la manera d'actuar dels actors del «Mètode», buscava una nova cara, jove i fresca, per protagonitzar la seva següent producció, Blow-Up. Llavors va conèixer Hemmings, en aquest moment actuant en un petit teatre londinenc. Després de Blow-Up, Hemmings va participar en films britànics de rellevància, entre els quals figuren Camelot (1967), The Charge of the Light Brigade (1968) i Alfred the Great (1969) (en el qual feia el seu primer paper protagonista). També va actuar en dues pel·lícules de culte: Barbarella (1968) i el thriller italià de 1975 Roig fosc, dirigit per Dario Argento.
El 1967, Hemmings va ser un dels actors considerats per interpretar el paper d'Alex en la versió filmada de l'obra d'Anthony Burgess La taronja mecànica. Però, finalment, aquest personatge, el va interpretar Malcolm McDowell.
La seva activitat com a director va ser irregular. El 1978, va dirigir David Bowie i Marlene Dietrich en Gigolo (Schöner Gigolo, armer Gigolo), últim film de la llegendària diva, però va tenir poc d'èxit. Posteriorment, el 1981, va dirigir una versió filmada de la novel·la de James Herbert The Survivor, protagonitzada per Robert Powell i Jenny Agutter.
Al llarg de la dècada del 1980 també va dirigir episodis de programes televisius, com Magnum, P.I. (sèrie en la qual també va actuar en diverses ocasions), o The A-Team. També va dirigir el concurs Money Hunt: The Mystery of the Missing Link. Així mateix, va ser durant un temps productor de la sèrie de la NBC Stingray.
Hemmings va interpretar un policia en la pel·lícula de 1980 Beyond Reasonable Doubt. El 1992 va dirigir Dark Horse, i com a actor va fer un paper en la tercera temporada de Contes de la cripta. En els seus últims anys va participar en Gladiator (2000), en el paper de Cassius, al costat de Russell Crowe, Last Orders i Spy Game, dirigida per Tony Scott (2001). El 2002, va ser Mr. Shemerhorn en Gangs of New York de Martin Scorsese. Una de les seves últimes actuacions, poc abans de morir, va ser un cameo en Equilibrium (2002).

### Música
El 1967, Hemmings va gravar un single de música pop (Back Street Mirror, escrit per Gene Clark) i un àlbum, David Hemmings Happens, a Los Angeles. En el disc, hi havia instrumentació a càrrec de diversos membres del grup The Byrds, i va ser produït pel mentor dels Byrds, Jim Dickson. Més endavant, Hemmings també va fer la narració de l'adaptació de rock progressiu realitzada per Rick Wakeman de l'obra de Jules Verne Viatge al centre de la Terra, que es va gravar en directe. El 1975, va ser Bertie Wooster en el musical d'Andrew Lloyd Webber Jeeves. Hemmings també va dirigir la carrera del rocker canadenc Pat Travers durant la segona meitat de la dècada del 1970.

## Vida personal
Hemmings es va casar en quatre ocasions. Una de les seves esposes va ser l'actriu nord-americana Gayle Hunnicutt, amb la qual va tenir un fill, Nolan Hemmings.
David Hemmings va morir el 2003 a causa d'un infart agut de miocardi mentre es trobava rodant a Romania el film Blessed. Els seus funerals van tenir lloc a la ciutat anglesa de Calne.

## Filmografia
Filmografia:
- The System (1964)
- Blow-Up (1966)
- Camelot (1967)
- Eye of the Devil (1967)
- The Charge of the Light Brigade (1968)
- Barbarella (1968)
- Alfredo el Gran (1969)
- The Best House in London (1969)
- The walking Stic (1969)
- Fragment of Fear (1970)
- L'enigma Juggernaut (1974)
- Roig fosc (1975)
- Assassinat per decret (1979)
- Set de sang (1979)
- The Squeeze
- El príncep i el captaire (Prince and the Pauper)
- The Rainbow (1989)
- Gladiator (2000)
- Last Orders (2000)
- Mean Machine (2001)
- Equilibrium (2002)
- La lliga dels homes extraordinaris (The League of Extraordinary Gentlemen) (2003)